# Corazones caídos
Fallen Hearts —en español: Corazones caídos—  es el tercero de cinco libros de la serie Casteel de la novelista estadounidense V. C. Andrews. El libro fue terminado por su escritor fantasma Andrew Neiderman, aunque se publicó bajo el nombre de Andrews.

## Sinopsis
La orgullosa y hermosa Heaven Casteel regresa a vivir en las colinas de Virginia Occidental (las "Willies", la parte de Winnerow, Virginia Occidental en la que creció), para superar por fin la vergüenza de su familia. Como novia de Logan, finalmente tendría el amor que había buscado durante tanto tiempo. Libre de la avaricia y el abuso de su padre, planeaba vivir de nuevo en su ciudad natal, siendo una maestra respetada y una esposa querida. Sin embargo, después de un viaje de bodas a Farthingale Manor de Boston y una fiesta lujosa y elegante, Tony Tatterton atrae a Heaven y Logan a quedarse en Boston para vivir en medio de la riqueza y los privilegios de su familia. Los fantasmas del pasado del Cielo se levantan una vez más, retorciéndose alrededor de su frágil felicidad y amenazando su precioso amor con escándalos y celos, pasiones siniestras y sueños peligrosos.

## Trama
Heaven vive en Winnerrow y trabaja como maestra de escuela primaria. Ella reanudó su relación con Logan después de su partida de Farthingale Manor ("Farthy") que siguió a la muerte de Troy. Logan le propone matrimonio al cielo y ella acepta. Se siente obligada a invitar a su padre biológico, Tony, a la boda y, gracias a la correspondencia de Logan con Tony, las familias Tatterton y Casteel acceden a asistir a la boda y organizan la recepción en Farthingale Manor.
Heaven está entusiasmado por casarse con Logan. Sin embargo, el día de su boda casi se arruina cuando Luke decide no regalar a Heaven, y Fanny, quien actúa como dama de honor, balancea a su nuevo esposo por la pista de baile y lo besa frente a los invitados para avergonzar a Heaven. A pesar de haberle dicho a Heaven que siempre es bienvenida en su familia, Luke la evita, lo que decepciona a Heaven, que quiere una relación de padre e hija con él a pesar de cómo la trata. Heaven y Logan viajan a Farthingale Manor para su luna de miel, pero a Heaven le preocupa estar allí y piensa que es un error. También se siente incómoda estando cerca de Tony, quien parece obsesionarse con ella debido a su cabello teñido de rubio, que le recuerda a su madre muerta, Leigh. La enfermedad mental de Jillian también es una gran preocupación para Heaven, ya que su abuela afirma con frecuencia que Leigh sedujo a Tony (en lugar de la realidad, que es que Tony la violó). Heaven quiere irse tan pronto como termine la luna de miel, pero Tony está decidido a mantenerla en Farthingale y cerca de él. Convence a Logan para que trabaje en el negocio familiar Tatterton y renuncie a su plan original de convertirse en farmacéutico. Heaven está decepcionado pero cede ante el entusiasmo de Logan.
Con el tiempo, Jillian y sus sirvientes afirman que un fantasma vive en las partes condenadas de Farthingale Manor. Logan pasa la mayor parte de su tiempo en Winnerow, instalando y construyendo allí la fábrica de juguetes Tatterton. Mientras él está fuera, la curiosidad de Heaven se apodera de ella y explora las áreas prohibidas de la mansión. Una noche, descubre que su tío y ex amante, Troy, a quien Tony había afirmado que había muerto, todavía está vivo y ha estado viviendo en una cabaña detrás de Farthy. Troy le dice que había fingido su muerte porque quería darle a Heaven la oportunidad de vivir una vida normal con Logan y olvidarse de él, pero ella nunca ha podido olvidarlo. Tienen relaciones sexuales por última vez antes de que Troy decida dejar Farthingale Manor para siempre. Cuando Heaven se despierta, Troy le dejó una nota explicando que su partida es lo mejor y que quiere que ella pueda seguir adelante y ser feliz con Logan. Aunque tiene el corazón roto por no poder estar con Troy, Heaven se siente culpable por traicionar a Logan y promete no contarle nunca su infidelidad. Mientras tanto, Fanny le dice a Heaven que ella y Logan han tenido intimidad y que ella está embarazada de su hijo. Cuando Logan regresa, confiesa. Aunque enfurecido por su traición, Heaven perdona a Logan pero permanece alejado de Fanny.
Poco después, Heaven descubre que está embarazada. Sin estar segura de quién es el padre, decide no decirle a Logan que existe la posibilidad de que no sea suyo. Logan le asegura que se hará cargo de ambos niños, pero no quiere tener nada que ver con Fanny, quien solo está interesada en obtener dinero de ellos para ayudarse a sí misma y a su hijo. Luke y su tercera esposa, Stacie, mueren en un accidente automovilístico, y Heaven y Logan obtienen la custodia de su hijo, Drake, después del funeral. Cuando Jillian muere, Heaven descubre un contrato secreto entre Tony y Luke, en el que Tony le dio a Luke suficiente dinero para salvar su circo, con la condición de que Luke nunca volviera a ver a Heaven. El cielo está devastado porque Luke la ha "vendido" una vez más. Cuando está ebrio, Tony intenta violar a Heaven, pero ella se defiende y lo evita a partir de entonces. Para fastidiar a Heaven y Logan, Fanny lucha por la custodia de Drake y casi gana cuando logra que Tony admita que él es el padre de Heaven y, por lo tanto, Heaven no es un pariente consanguíneo de Drake. Heaven exige que Fanny abandone la pelea por la custodia y luego le ofrece a Fanny un millón de dólares a cambio de Drake. Después de una acalorada discusión, Fanny acepta y Drake regresa al Cielo y a Logan.
Finalmente y casi simultáneamente, Heaven da a luz a una niña llamada Annie, y Fanny tiene un niño llamado Luke. Después del nacimiento de Annie, Heaven recibe un regalo anónimo de Troy que le permite saber que él está al tanto del nacimiento y que Annie es su hija. Heaven no le cuenta esto a Logan y decide criar a Annie como si fuera la hija biológica de Logan.

## Adaptación
El 10 de agosto de 2019, Lifetime emitió una adaptación de Fallen Hearts protagonizada por Annalise Basso, Jason Priestley (quien también dirigió la película), James Rittinger, Chris William Martin, Jason Cermak, Jessica Clement, Matthew Nelson Mahood, Nicole Oliver y Kelly Rutherford. Hubo algunas diferencias en la versión cinematográfica. Heaven nunca explora la mansión y encuentra Troya. Vuelve al laberinto donde Troy se le aparece y la lleva de regreso a la cabaña. Nunca hubo ninguna mención de fantasmas o sirvientes y Jillian los mencionó. Una "edición especial" de la película se emitió el 17 de agosto de 2019.

## Historial de publicación
- Pocket Books (2019): ISBN 9781982118037